# Magnum in parvo: Une philosophie en compendium
 (juin 2024).
La mise en forme du texte ne suit pas les recommandations de Wikipédia : il faut le « wikifier ».
Les points d'amélioration suivants sont les cas les plus fréquents :
- Les titres sont pré-formatés par le logiciel. Ils ne sont ni en capitales, ni en gras.
- Le texte ne doit pas être écrit en capitales (les noms de famille non plus), ni en gras, ni en italique, ni en « petit »…
- Le gras n'est utilisé que pour surligner le titre de l'article dans l'introduction, une seule fois.
- L'italique est rarement utilisé : mots en langue étrangère, titres d'œuvres, noms de bateaux, etc.
- Les citations ne sont pas en italique mais en corps de texte normal. Elles sont entourées par des guillemets français : « et ».
- Les listes à puces sont à éviter, des paragraphes rédigés étant largement préférés. Les tableaux sont à réserver à la présentation de données structurées (résultats, etc.).
- Les appels de note de bas de page (petits chiffres en exposant, introduits par l'outil «  Source ») sont à placer entre la fin de phrase et le point final[comme ça].
- Les liens internes (vers d'autres articles de Wikipédia) sont à choisir avec parcimonie. Créez des liens vers des articles approfondissant le sujet. Les termes génériques sans rapport avec le sujet sont à éviter, ainsi que les répétitions de liens vers un même terme.
- Les liens externes sont à placer uniquement dans une section « Liens externes », à la fin de l'article. Ces liens sont à choisir avec parcimonie suivant les règles définies. Si un lien sert de source à l'article, son insertion dans le texte est à faire par les notes de bas de page.
- La présentation des références doit suivre les conventions bibliographiques. Il est recommandé d'utiliser les modèles {{Ouvrage}}, {{Chapitre}}, {{Article}}, {{Lien web}} et/ou {{Bibliographie}}. Le mode d'édition visuel peut mettre en forme automatiquement les références.
- Insérer une infobox (cadre d'informations à droite) n'est pas obligatoire pour parachever la mise en page.

Pour une aide détaillée, merci de consulter Aide:Wikification.
Si vous pensez que ces points ont été résolus, vous pouvez retirer ce bandeau et améliorer la mise en forme d'un autre article.

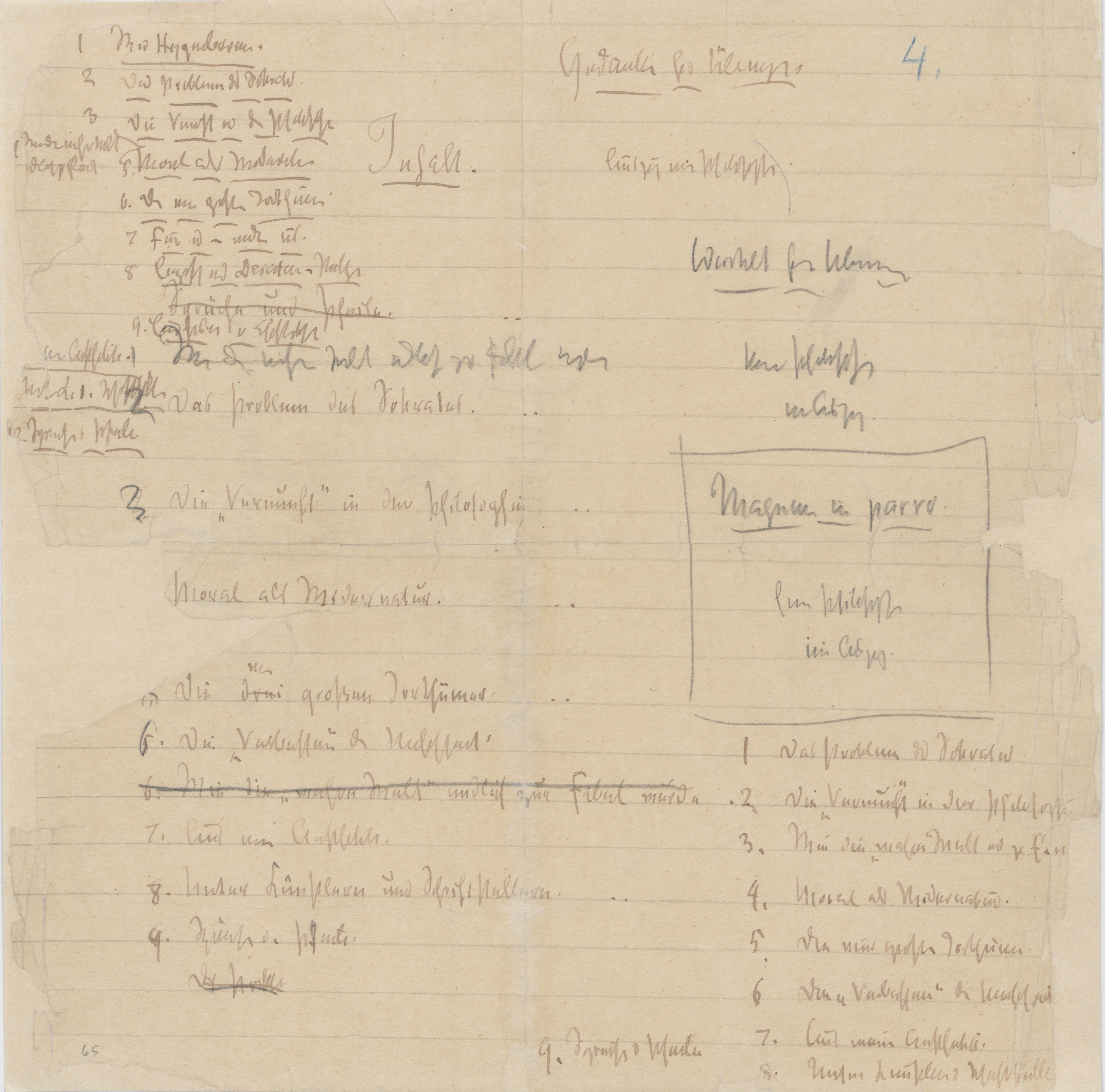
Plan pour Magnum in parvo : Eine Philosophie im Auszug (Titre du livre, nom et numérotation des douze chapitres) - Cahiers posthumes de Nietzsche - Reliure à feuilles mobiles - Mp-XVI-4,29 - Mai à octobre 1888

Magnum in parvo: Une philosophie en compendium (1888) , en allemand Magnum in parvo: Eine Philosophie im Auszug, est un projet d'œuvre de Friedrich Nietzsche (1844-1900) conçu à Sils-Maria (Suisse) à la fin du mois d'août 1888, le dernier été de sa vie lucide,,,.
Il s'agit d'un livre que le philosophe de Röcken a conçu comme une synthèse rigoureuse et précise de son projet capital malheureux  La Volonté de puissance, et dans lequel sont abordés les thèmes clés de sa pensée. Cependant, un changement soudain d'avis dans un contexte d'excitation mentale croissante avant l'effondrement psychophysique imminent de Nietzsche a fait que cette œuvre unique a vu le jour non pas sous la forme unitaire prévue, mais dissoute et mélangée à d'autres matériaux dans deux livres distincts: Le Crépuscule des idoles (1889) et L'Antéchrist (1894),,.
En 2024, le professeur Joaquín Riera Ginestar a traduit, préfacé et annoté la première édition connue de Magnum in parvo (Alianza Editorial, 2024). Pour la reconstruction scientifique de l'œuvre telle que Nietzsche l'a conçue, le professeur Riera a utilisé les fragments posthumes,,et les manuscrits originaux de Nietzsche, étudiés, systématisés et édités de manière critique par Giorgio Colli et Mazzino Montinari,.
L'édition de Magnum in parvo représente la récupération d'une œuvre de grande valeur philosophique et littéraire, mieux finie, dans son ensemble, que les deux livres dans lesquels elle a été dissoute, car elle permet d'accéder de manière claire, synthétique et profonde aux concepts clés de la pensée nietzschéenne de la maturité tels que la mort de Dieu, le nihilisme, le Surhomme, l'Éternel retour et l'amor fati.